# Igor Angulo
Igor Angulo Alboniga (* 26. Januar 1984 in Bilbao) ist ein spanischer ehemaliger Fußballspieler. Er spielte sowohl in den U-19, U-20 und auch in der U-21 Nationalmannschaft Spaniens.

## Leben und Karriere
Angula wurde in Bilbao geboren und spielte von 1996 bei Athletic Bilbao. Sein erstes Spiel in der Tercera División hatte er im Jahr 2002. Das erste Mal in der spanischen La Liga spielte er am 23. März 2003 unter Trainer Jupp Heynckes. Von Juli 2008 bis Anfang 2010 spielte er für Écija Balompié. Darauf folgte bis 2011 ein Vertrag mit dem CD Numancia.
Im Juli 2006 wurde Angulo für eine Saison an den AS Cannes verliehen und spielte in dieser Saison erstmals für ein ausländisches Team. Im Juli 2011 unterschrieb er einen Vertrag bei Real Unión Irún, wo er in der darauffolgenden Saison mit 13 Toren sein bis dahin bestes Ergebnis erzielte. In der Zeit 2013 bis 2016 spielte Angulo für die Teams Enosis Neon, Apollon Smyrni und AO Platanias in Zypern und Griechenland.
Von 2016 bis 2020 spielte Angulo bei Górnik Zabrze. In der Ekstraklasa gehörte er von Beginn an zu den besten Torjägern. In seiner ersten Saison 2018/19 wurde er mit 24 Treffern zum Torschützenkönig. Zur Saison 2020/21 wechselte er zum indischen Erstligisten FC Goa und seit der Spielzeit 2021/22 ist er beim Mumbai City FC.